# 高校前臨時乘降場

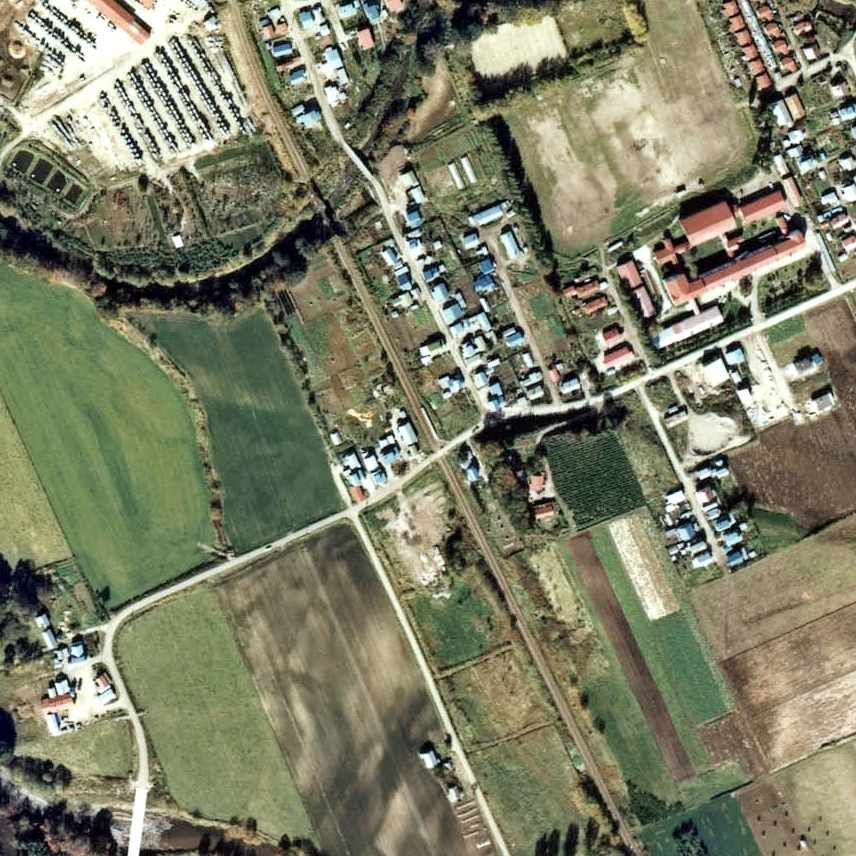
1977年的高校前臨時乘降場與方圓約500米範圍。下方是北見相生方向。

高校前臨時乘降場（日语：／ Kōkō-mae karijōkō-ba */?）是位於北海道網走郡津別町字共和，日本國有鐵道（國鐵）的相生線臨時乘降場（廢站）。隨著相生線廢線，臨時乘降場在1985年（昭和60年）4月1日廢除。

## 歷史
- 1955年（昭和30年）8月20日 - 日本國有鐵道相生線高校前臨時乘降場（局（日语：鉄道管理局）設定）啟用。
- 1985年（昭和60年）4月1日 - 相生線全線廢除，此站也廢除[1]。

## 車站構造
截至車站廢除前，車站是一座地面車站，設有1面1線的單式月台。

## 車站周邊
- 北海道津別高等學校（日语：北海道津別高等学校）
- 國道240號（日语：国道240号）
- 津別町巴士（舊：津別町營巴士）（日语：津別町営バス）「高校前」、北海道北見巴士（日语：北海道北見バス）「河岸公園」巴士站

## 現況
車站現時成為了民家後方。

## 相鄰車站
日本國有鐵道
相生線 
津別－高校前臨時乘降場－恩根

## 注腳
1. 1 2  . 鐵道迷 (交友社). 1995-08, 35 (8): 57 （日语）.